# Piz Languard
Piz Languard je horský vrchol nalézající se v pohoří Livigno východně od obce Pontresina v Engadinu v kantonu Graubünden ve Švýcarsku. Vrchol dosahuje nadmořské výšky 3261,86 m n. m. Na Piz Languard se nachází měřický bod 2. řádu státní triangulace (1903). Jméno je odvozeno od osobního jména Landward.
Poloha a okolí

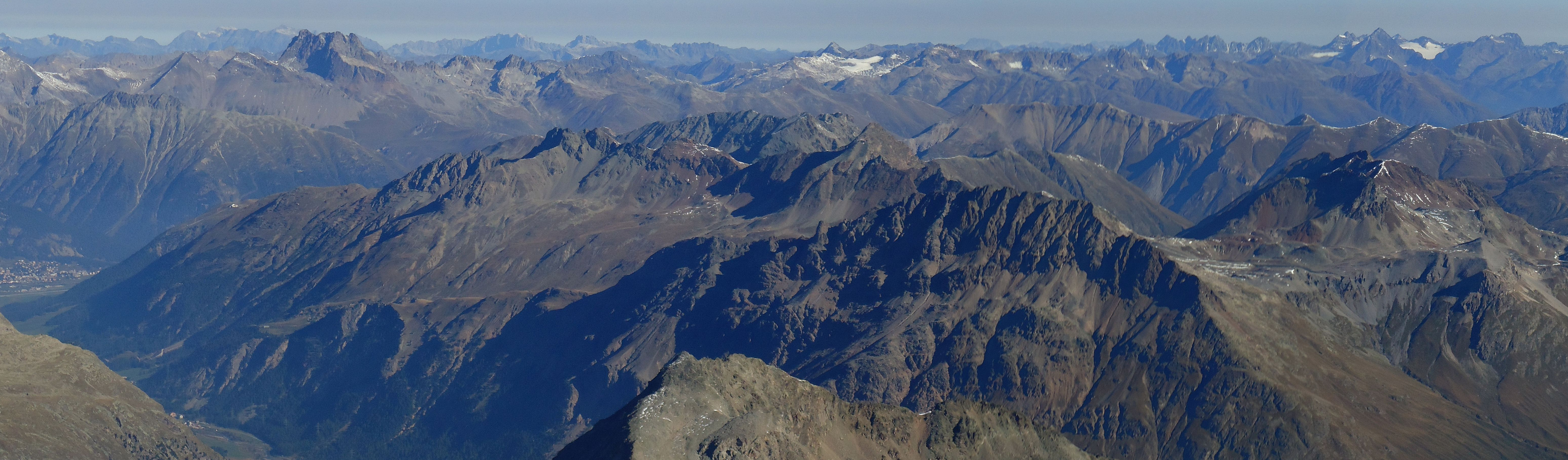
Okolí Piz Languard. zleva doprava. Muottas Muragl, Munt da la Bês-cha, Las Sours, Piz Muragl, Piz Clüx, Piz Vadret, Piz Languard, Piz Albris, Munt Olivet, Piz Prüna, Piz Pischa a Piz dal Fain.

Skupina Piz Languard patří k Livignským Alpám. Nad vrcholem probíhá hranice obcí Pontresina a La Punt Chamues-ch. Asi 300 metrů jižně od Piz Languard se nachází Languard Pitschen (3123 m). O dva a půl kilometru jižněji se zvedá vrchol Piz Albris (3165 m), který odděluje vrchol Fuorcla Pischa (2847 m). Severozápadně od Piz Languard se nachází Piz Clüx (3130 m), kde se hřeben rozděluje na dva řetězy. Jeden řetěz tvoří Piz Muragl (3157 m), Las Sours a pokračuje až k Munt da la Bês-cha (2647 m) s chatou Segantini. Druhý řetěz pokračuje na sever přes Piz Vadret (3199 m), Piz Uter a Munt Gravatscha. Východně od Piz Languard se nachází Piz Prüna (3146 m), Piz Pischa (3138 m) a Piz dal Fain (2907 m). Na jihozápadě se hora strmě svažuje do údolí Val Bernina směrem k Pontresině. Na severu a východě se nachází údolí Val Prüna, odnož údolí Val Chamuera.
Údolní město je Pontresina, častým výchozím bodem je horní stanice lanovky Alp Languard.
Z vrcholu Piz Languard je vidět až 257 kilometrů vzdálený bod (♁45° 15′ 40,6″ s. š., 7° 7′ 57,2″ v. d.) poblíž Croce Rossa (3546 m) na hranici mezi italským Piemontem a francouzským regionem Auvergne-Rhône-Alpes.

## Geodetický bod
Na Piz Languard se nachází pyramida, která stojí uprostřed nad měřickou značkou (železný trn) a slouží k signalizaci tohoto měřického bodu, který se používá jako spojovací bod pro trigonometrické určení polohy. Jako oficiální podklad pro zeměměřičství ve Švýcarsku slouží Státní zeměměřičský plán z roku 1903 (LV03). Určování bodů je založeno na metodě triangulace, při které se měřily směry, výškové úhly a později i vzdálenosti mezi sousedními body.

## Georgyshütte
Horská chata Georgyshütte se nalézá na jižním hřebeni Piz Languard v nadmořské výšce 3175 metrů, nejvýše položená horská chata v kantonu Graubünden. Chata má velkou terasu, jídelnu a kemp pro 24 osob. Chata nese jméno lipského malíře Wilhelma Georgyho (* 1819; † 1887), který byl spolu s malířem Emilem Rittmeyerem pověřen ilustrováním přírodovědné publikace Friedricha Tschudiho Das Tierleben der Alpen. Georgy často pobýval ve vyšších, odlehlých oblastech, například v chatě na Piz Languard, kde poznával přírodu za nejrůznějších povětrnostních podmínek a prováděl studie. Velká olejomalba Bernina Group s kamzíky z Piz Languard je výsledkem pečlivého studia zvířat a přírody v okolí Georgyho chaty.

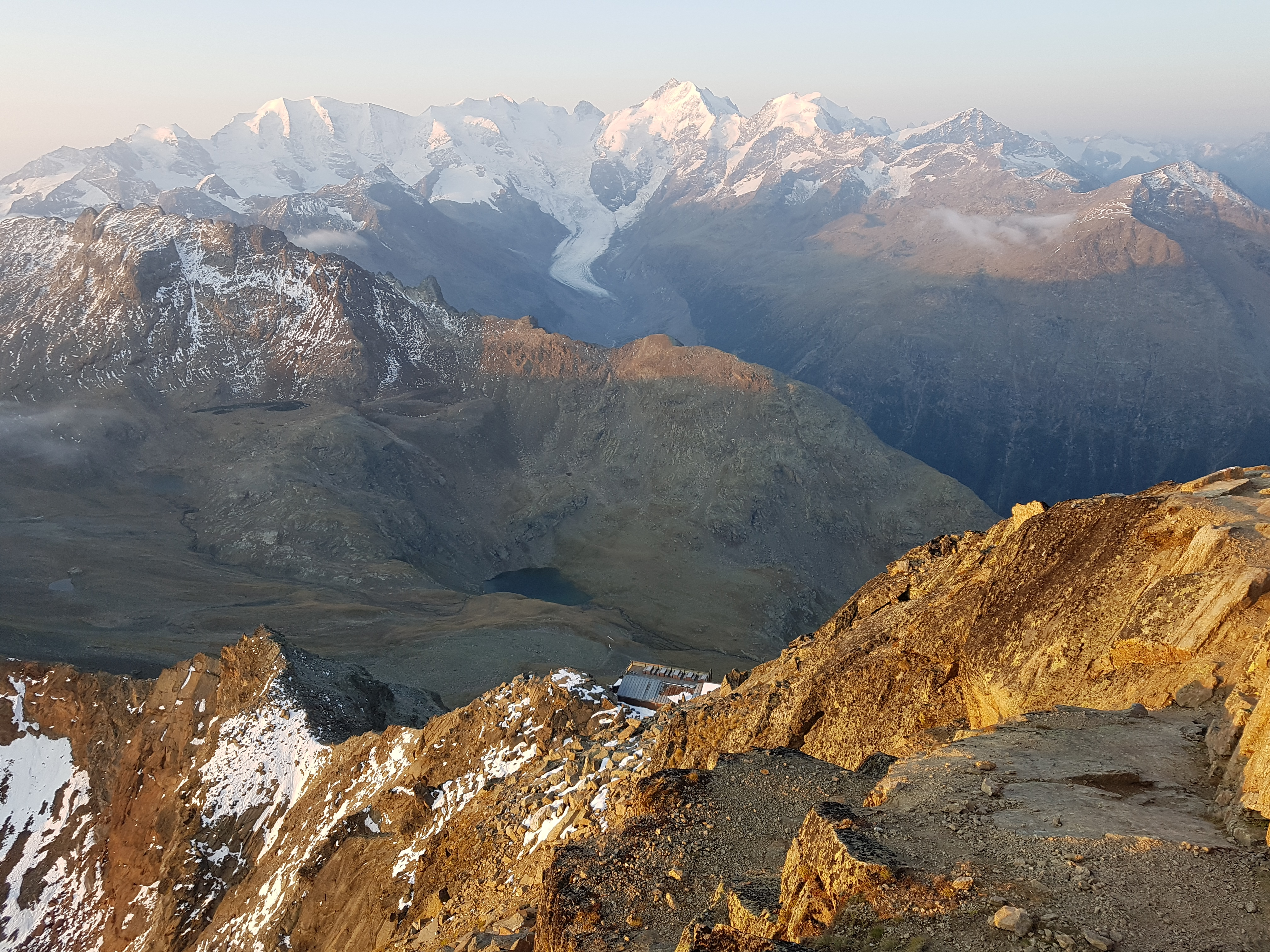
Pohled z Piz Languard na skupinu Bernina pod chatou Georgyshütte
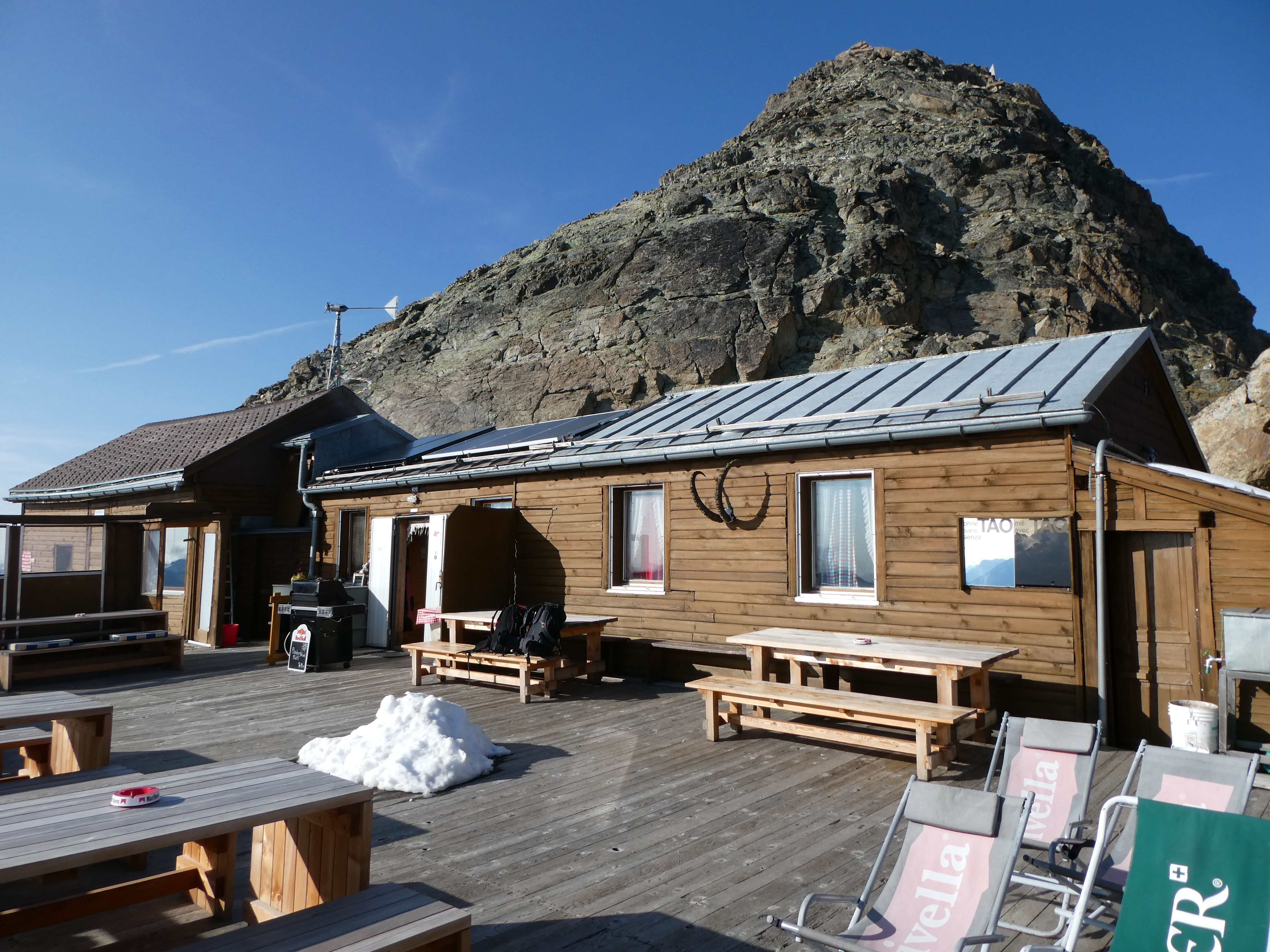
Georgyshütte s Piz Languard v pozadí
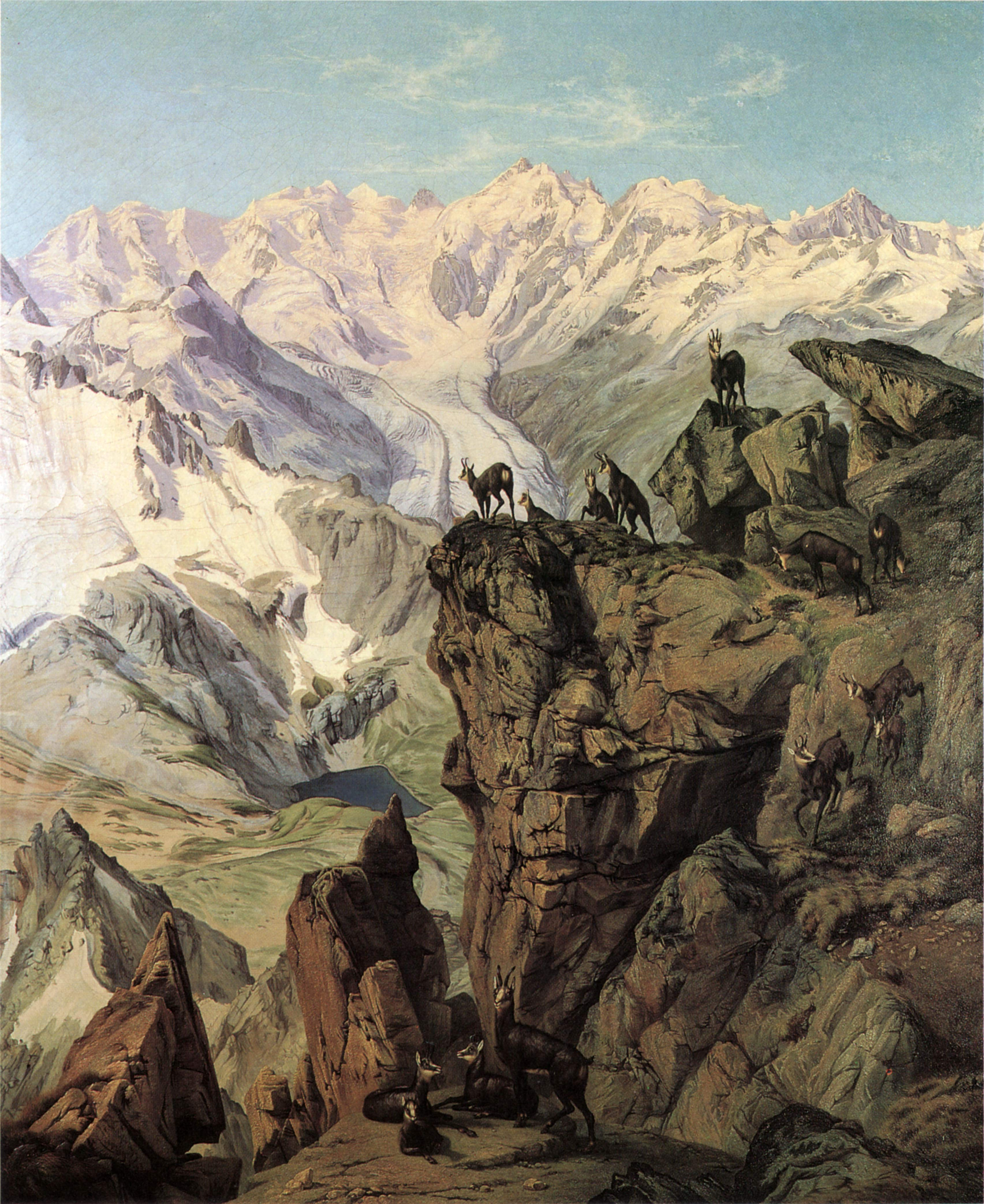
Wilhelm Georgy: Bernina-Gruppe mit Gemsen vom Piz Languard.
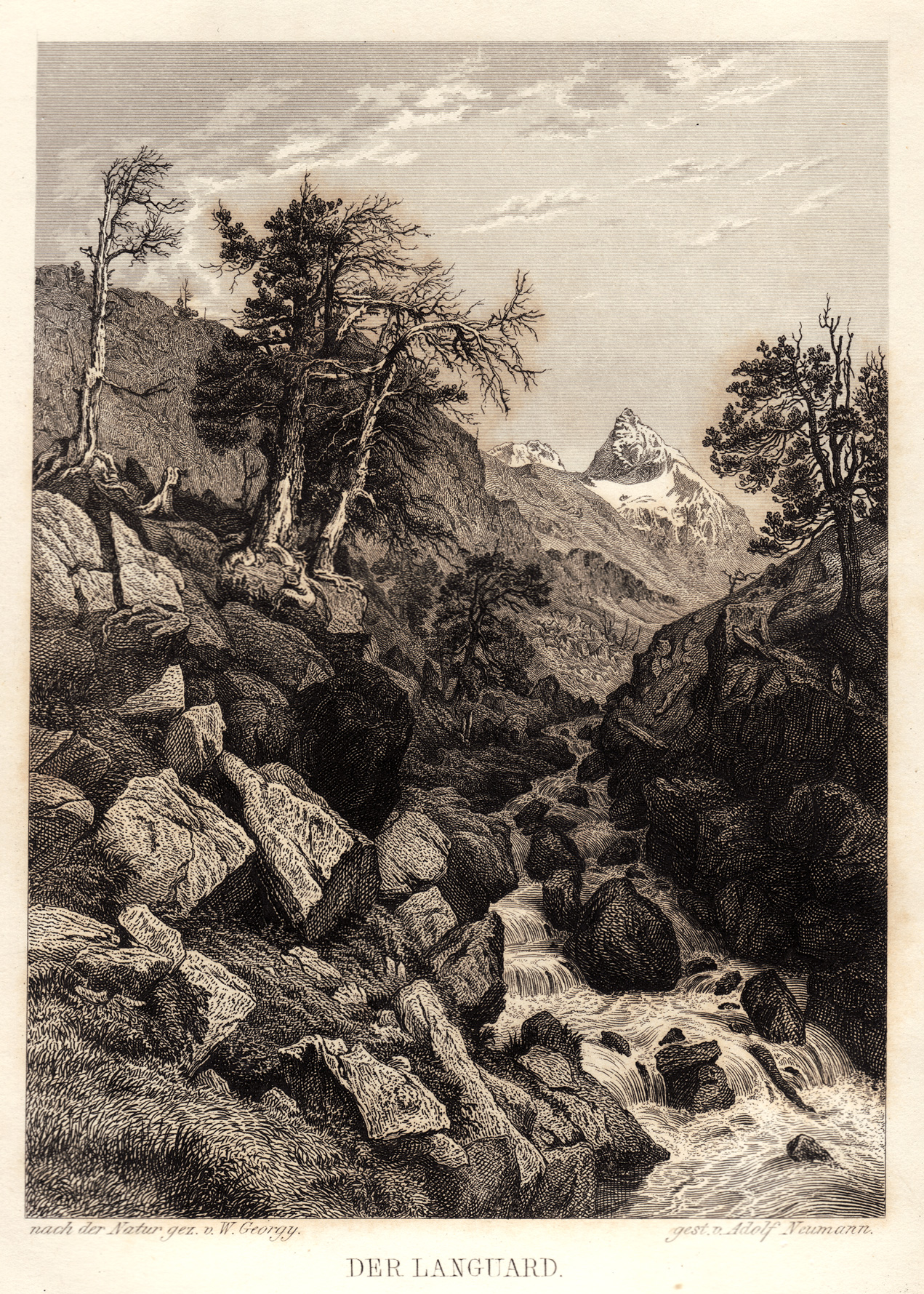
Wilhelm Georgy: Der Languard.

## Výhledy
Výhled z vrcholu Piz Languard je rozsáhlý a sahá od Walliských Alp na západě až daleko do východních Alp. Výstup na vrchol od chaty Georgyshütte je krátký a snadný. Z tohoto důvodu se na Piz Languard často vystupuje již brzy ráno s čelovkami tak, aby byl vrchol dosažen do východu slunce. Stejně tak lidé často obdivují západ slunce na Piz Languard a na zpáteční cestu se vydávají za soumraku.

## Trasy na vrchol
Hora je oblíbená mezi turisty a lze na ni vystoupat po stezce. Z Pontresiny vede sedačková lanovka na Alp Languard ve výšce 2325 m n. m., odkud lze vystoupat údolím Val Languard k chatě.

## Přes jižní hřeben
Obvyklý výstup vede alpskými chodníky po jižním hřebeni, výchozími body jsou Pontresina (1805 m), Alp Languard (2325 m), Muottas Muragl (2454 m), Bernina Suot (2045 m) nebo La Punt Chamues-ch (1708 m).
- Via: Plaun da l'Esen, Georgyshütte
  1. Pontresiny nebo Alp Languard přímo do Plaun da l'Esen, délka 4 hodiny z Pontresiny nebo 2,5 hodiny z Alp Languard.
  2. Z Muottas Muragl přes Segantini Hut (2732 m) do Plaun da l'Esen, délka 4 hodiny od Muottas Muragl
  3. Z Bernina Suot přes Plaun Graund, Val Pischa, Fuorcla Pischa (2847 m) do Plaun da l'Esen, délka 5 hodin od Bernina Suot
  4. Z La Punt Chamues-ch přes Val Chamuera, Val Prüna, Fuorcla Prüna (2835 m), Fuorcla Pischa (2847 m) do Plaun da l'Esen, délka 7 hodin od La Punt Chamues-ch

## Z Pontresiny přes severozápadní hřeben
Výchozími body jsou Pontresina (1805 m) nebo Alp Languard (2325 m), trasa vede po mírně obtížném terénu s nutností jisté chůze,
- Via: Fuorcla Clüx (2994 m), délka 5 hodin z Pontresiny, 3,5 hodiny z Alp Languard.
- Via Fuorcla Muragl a severozápadní hřeben, délka 2,5 hodiny z Fuorcla Muragl

Výchozími body jsou Punt Muragl (1738 m), Muottas Muragl (2454 m) nebo La Punt Chamues-ch (1708 m).
- Via: Fuorcla Muragl (2891 m), východní úbočí Piz Clüx, Fuorcla Clüx (2994 m), severozápadní hřeben
  1. Z Puntu Muragl přes Alp Muragl, Margun, Lej Muragl do Fuorcla Muragl, délka 6 hodin od Punt Muragl
  2. Z Muottas Muragl na jih kolem Tschimas da Muottas, Lej Muragl do Fuorcla Muragl, délka 4 hodiny od Muottas Muragl
  3. Z La Punt Chamues-ch přes Acla Veglia, Serlas, Alp Prüna do Fuorcla Muragl, délka 6 a půl hodiny od La Punt Chamues-ch

## Přes severovýchodní hřeben
Výchozím bodem je La Punt Chamues-ch (1708 m), obtížnější trasa přes Acla Veglia, Serlas a Alp Prüna se zajištěnými úseky v délce 6 hodin

## Přes východní hřeben
Výchozím bodem je La Punt Chamues-ch (1708 m) přes Acla Veglia, Serlas a Alp Prüna, obtížná trasa v délce 7 hodin. Vyžaduje se dobrý cit pro cestu a účinná manipulace s lanem, dlouhé výstupy, většinou vyžadující jištění.